# Nojorid
Nojorid is een Roemeense gemeente in het district Bihor.
Nojorid telt 4532 inwoners.